# Сирены (клуб по американскому футболу)

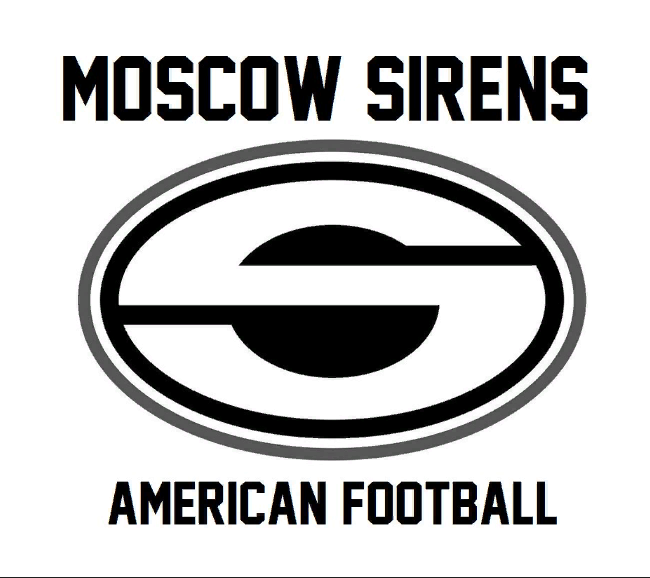
Лого женской команды по американскому футболу «Московские Сирены»

«Московские Сирены» (Moscow Sirens) — женская команда по американскому футболу и флаг-футболу из Москвы, созданная на базе клуба «Чёрный Шторм». Обладательницы Кубка России по флаг-футболу 2016, 2017 и 2018 года. Серебряные призеры Кубка России-2016 по американскому футболу. Победительницы PhoenixBowl 2017, а также MemoryBowl 2017.

## История
Команда «Московские Сирены» была создана 7 марта 2016 года. Название команды было выбрано в знак уважения к клубу «Черный Шторм», на базе которого она была основана. Было решено развиваться по двум направлениям: американский футбол и флаг-футбол (бесконтактная версия). В первый же год своего существования команда приняла участие в главных турнирах страны (Кубок России) по американскому футболу и флаг-футболу и заняла призовые места (2-е и 1-е соответственно).

### Сезон 2016
26 июня 2016 года прошли первые официальные игры «Сирен» в рамках дивизионного этапа Кубка России по флаг-футболу. Команда одержала две победы на старте турнира (20:6 против «Ласточек» из Ярославля и 20:0 в игре с командой московские «Драконы»).
По итогам кругового этапа команда заняла первое место в западном дивизионе, одержав 5 побед и потерпев одно поражение.
3-4 сентября «Московские Сирены» приняли участие в Кубке России по американскому футболу, в котором приняли участие 5 команд. Игры проходили по круговой системе. По результатам турнира команда заняла второе место, одержав две победы в четырех играх. В составе московской команды было 10 легионеров из уральских команд («Саламандры» (Екатеринбург) — Анохина Наталья, Сатюкова Вера, Сумарокова Ирина и «Тигрицы» (Пермь) — Бояршинова Яна, Исмагилова Розалия, Комкова Анастасия, Костицына Дарья, Косухина Юлия, Лейтуш Галина, Пермякова Дарья).
По результатам Кубка России несколько игроков «Московских Сирен» были вызваны в сборную России для участия в сборах. После которых тренерский штаб национальной команды включил четырех игроков (Борисевич Ирину, Джейлани Даниэллу, Марцинкевич Альбину и Смутину Виолетту) в состав на товарищескую игру со сборной Швеции. Женская сборная России сумела обыграть шведок, уступая по ходу игры.
15-16 октября состоялись финальные игры Кубка России по флаг-футболу. Финал проходил по олимпийской системе в подмосковном Зеленограде. По результатам первого дня команда заняла четвертое место, одержав только одну победу. Во второй игровой день «Сирены» сначала одержали уверенную победу над «Единорогами», а в финале обыграли «Ирбис» из Челябинска и стали обладательницами Кубка России.

### Сезон 2017

##### Флаг-футбол
24 июня 2017 года прошли две первые официальные игры «Сирен» в рамках дивизионного этапа Кубка России по флаг-футболу. Команда одержала две победы на старте турнира (50:12 против «Ласточек» из Ярославля и 77:7 в игре с командой московские «Драконы»). Это был дебют для многих игроков «Сирен», присоединившихся к команде после игрового сезона 2016 года.
15 августа 2017 года, одержав 10 побед в 10 матчах, «Сирены» стали победительницами дивизиона «Центр» Кубка России по флаг-футболу 2017.
23-24 сентября в Челябинске «Московские Сирены» защитили титул и стали обладательницами Кубка России по флаг-футболу во второй раз.

#### Американский футбол
3 сентября товарищеский матч «Московских Вишен» и «Московских Сирен» закончился победой «Сирен» (48 — 6). Игра проводилась в формате 9 на 9.
Позже, 1 октября, «Сирены» и «Вишни» встретились в рамках Memory Bowl имени Москотина Д. В. на поле спорт-комплекса «Салют-Гераклион». Счёт игры 38:12 в пользу «Московских Сирен». Формат игры 11 на 11.

### Сезон 2018

##### Флаг-футбол
Флаг-футбольный сезон «Сирены» начали 14-15 апреля 2018, поучаствовав в Phoenix bowl, который проходил в Москве. В турнире участвовали 19 команд со всей России и ближнего зарубежья. Команда впервые была представлена сразу двумя коллективами: помимо «Сирен», на соревновании выступили ещё и «Русалки», за которых выступали менее опытные игроки. «Сирены» выиграли все 3 матча в альфа-группе Феникс Боула и напрямую вышли в полуфинал. Уступив в полуфинале, «Сирены» играли с «Севастопольскими Титанами» за 3 место и победили.
20 мая 2018 года прошли первые две игры в рамках Кубка России по флаг-футболу 2018 дивизиона «Центр». Команда смогла одержать две победы: со счётом 39:6 были обыграны «Нижегородские Белки» и 26:6 «Московские Рыси».
1-3 июня Московские Сирены участвовали в крупнейшем европейском турнире по флаг-футболу Big Bowl XII, проходившем во Франкфурте-на-Майне, Германия. После трёх побед в трёх стартовых матчах, «Московские Сирены» вышли в плей-офф, уступили будущим бронзовым призёрам турнира, «Foxes 82» из Испании, и вышли на 6 место в таблице из 15.
Проведение решающей части Кубка России планировалось 15-16 сентября в Москве. В Играх за трофей принимало участие 6 коллективов со всей России: победители дивизионов «Юг», «Север», «Урал», «Волга» и 2 лучшие команды группы «Центр». В финале «Сирены» обыграли «Уральских Саламандр» 19:0 и стали победительницами Кубка России по флаг-футболу третий год подряд.

#### Американский футбол
«Московские Сирены» приняли участие в Кубке Москвы по американскому футболу 2018. Ввиду серьёзных изменений в составе перед сезоном, травм некоторых игроков и других причин «Московские Сирены» заняли в Кубке Москвы только 4 место.

### Сезон 2019

#### Флаг-футбол
Сезон «Московских Сирен» начался с неудачного выступления на турнире по флаг-футболу Phoenix Bowl, который проходил 2-4 мая 2019 года на поле стадиона «Буревестник». Вследствие некоторых разногласий с организаторами турнира «Сиренами» было принято решение не продолжать принимать участие в Phoenix Bowl III. После чего «Московские Сирены» были сняты с турнира.
21 и 22 сентября 2019 года проходил шестойфлаг-футбольный турнир имени Дениса Москотина, в котором приняли участие «Московские Сирены». За «Сирен» выступали Чайки" из Ярославля.

#### Американский футбол
Перед началом сезона руководство команды решило на время объединить усилия с московским клубом «Феникс Сеченов» и предоставить футболисток играть за него в рамках Женской Лиги Американского Футбола (WLAF). После двух игр против «Московских Единорогов» и "Московских Стрекоз, сотрудничество команд «Московские Сирены» и «Феникс Сеченов» было прекращено.
«Московские Сирены» готовились к выступлению на Кубке России 2019 в составе Сборной Дальнего Востока. По итогу Сборная Дальнего Востока с «Сиренами» в составе завоевала «серебро» на Кубке России по американскому футболу 2019.